# Palaió Agionéri
Palaió Agionéri är en ort i Grekland.   Den ligger i prefekturen Nomós Kilkís och regionen Mellersta Makedonien, i den norra delen av landet, 300 km norr om huvudstaden Aten. Palaió Agionéri ligger 130 meter över havet och antalet invånare är 997.
Terrängen runt Palaió Agionéri är huvudsakligen platt, men åt sydost är den kuperad. Palaió Agionéri ligger uppe på en höjd. Runt Palaió Agionéri är det ganska tätbefolkat, med 86 invånare per kvadratkilometer. Närmaste större samhälle är Oraiókastro, 18,5 km sydost om Palaió Agionéri. Trakten runt Palaió Agionéri består till största delen av jordbruksmark.